# Johannes Ritter
Johannes Ritter (* 18. Juni 1896 in Plauen; † 13. Juni 1962 in Leverkusen) war von 1949 bis 1951 Oberbürgermeister von Leverkusen. Von 1946 bis 1953 war er Mitglied der SPD und von 1948 stellvertretender Bürgermeister. 
Ritter war ursprünglich Diplom-Ingenieur und zeitweise Leiter des Bayer-Verkehrswesens.